# San José de Buenavista, San Luis Potosí
San José de Buenavista är en ort i Mexiko.   Den ligger i kommunen San Luis Potosí och delstaten San Luis Potosí, i den centrala delen av landet, 400 km nordväst om huvudstaden Mexico City. San José de Buenavista ligger 1 975 meter över havet och antalet invånare är 396.
Terrängen runt San José de Buenavista är kuperad åt sydväst, men åt nordost är den platt. Runt San José de Buenavista är det tätbefolkat, med 308 invånare per kvadratkilometer. Närmaste större samhälle är San Luis Potosí, 8,6 km öster om San José de Buenavista. Omgivningarna runt San José de Buenavista är i huvudsak ett öppet busklandskap.